# Beth Levine
Beth Cindy Levine (7 avril 1960 - 15 juin 2020) est une microbiologiste américaine. Elle a été chercheuse au Howard Hughes Medical Institute (HHMI), professeure de médecine interne et de microbiologie, directrice du Center for Autophagy Research et chaire distinguée Charles Cameron Sprague en sciences biomédicales au Southwestern Medical Center de l'Université du Texas. Elle s'est spécialisée dans le domaine de l'autophagie et plus spécifiquement dans sa régulation et son rôle dans diverses maladies, dont le cancer et les maladies infectieuses. Levine est décrite comme une pionnière dans le domaine de l'autophagie moderne des mammifères.

## Biographie

### Enfance
Beth Levine est née le 7 avril 1960 à Newark dans le New Jersey. Elle grandit dans le New Jersey avec ses frères aînés et obtient son diplôme d'études secondaires avec un an d'avance.

### Formation
Elle intègre l'université Brown pour y étudier le français et y obtient la mention magna cum laude en 1981. Elle suit des études de médecine au Medical college de l'université Cornell et y est diplômée en 1986. Elle effectue son internat et sa résidence en médecine interne à l'hôpital Mont Sinaï à New York. Pendant son séjour, elle publie une étude intitulée Elevated Circulating Levels of Tumor Necrosis Factor in Severe Chronic Heart Failure avec son futur mari et cardiologue, le Dr Milton Packer. Elle obtient une bourse d'études post-doctorales pour le sujet des « maladies infectieuses et pathogenèse des virus neurotropes » qu'elle met en œuvre à Baltimore à l'université Johns-Hopkins de 1989 à 1992,.

### Carrière universitaire
Peu après son post-doctorat, Levine est nommée directrice de la recherche en virologie à l'université Columbia de 1994 à 2004. Elle est recrutée ensuite comme responsable du service des maladies infectieuses à l'University of Texas Southwestern Medical Center de 2004 à 2011. Elle devient directrice de la recherche sur l'autophagie en 2011. Elle exerce aussi comme professeur de médecine interne et de microbiologie dans cet institut jusqu'à sa mort. De même, depuis 2008 et jusqu'à son décès, elle est aussi chercheuse au Howard Hughes Medical Institute. Levine décède à son domicile le 15 juin 2020 d'un cancer du sein. Elle laisse dans le deuil son mari, Milton Packer, et ses enfants Rachel et Ben.

### Sociétés savantes et conférences
Dans le cadre des cycles de conférences du Gordon Research Conferences, Levine crée la Conference sur l'autophagie dans le stress, le développement et la maladie en 2003. De plus, elle a été élue à l'American Association of Physicians et à la National Academy of Sciences.

### Pionnière de l'autophagie
Dans ses recherches, Levine a fréquemment réalisé des expériences interdisciplinaires qui ouvrent la porte à de nouveaux domaines d'investigation. Elle expérimente un large éventail de systèmes, notamment des levures, des plantes, des nématodes, des souris et des humains. Elle découvre le premier gène d'autophagie des mammifères, Bécline 1, et associe ensuite ce gène à la protéine Bcl-2. Cette association fournit des implications significatives dans le domaine de la survie des cellules.
Dans un article de 1999 publié dans Nature, elle propose que l'autophagie est liée à la suppression des tumeurs. En 2003, elle confirme le lien entre Beclin 1 et la suppression tumorale. De plus, Levine démontre des liens entre l'autophagie et le cancer du sein. Elle prouve également un lien entre l'autophagie et les infections virales, montrant comment le virus de l'herpès simplex de type 1 exprime une protéine qui bloque l'activité de Beclin 1. Elle démontre aussi un lien entre l'autophagie et la durée de vie.
Levine et son équipe apportent également des contributions significatives dans plusieurs domaines sélectifs de l'autophagie, notamment la virophagie, la xénophagie et la mitophagie, et on lui attribue le mérite d'avoir inventé le terme xénophagie. Ces contributions permettent de mieux comprendre le rôle des voies de l'autophagie dans des maladies telles que la neurodégénérescence, les troubles inflammatoires et les cancers. Le laboratoire de Levine a également travaillé sur le développement de thérapies pour ces maladies, notamment Tat-Beclin, un peptide induisant l'autophagie.

## Prix et Distinctions
- 1994 : Prix American Cancer Society Junior Faculty Research[5]
- 2000 : Intronisée à l'American Society of Clinical Investigation (ASCI)[5]
- 2004 : Harvey Lecture[5]
- 2004 : Prix Ellison Medical Foundation Senior Scholars dans les maladies infectieuses mondiales[5]
- 2006 : Membre de l'American Association of Physicians[5]
- 2008 : Prix Edith and Peter O’Donnell Award en Médicine[5]
- 2012 : Bourse de l'American Association for the Advancement of Science[5]
- 2013 : Intronisée à la National Academy of Sciences[5]
- 2013 : Membre de l'Academy of Medicine, Engineering and Science of Texas[5]
- 2014 : Prix ASCI Stanley J. Korsmeyer[1],[5]
- 2018 : Prix Phyllis T. Bodel Women en Médecine de l'Yale University of Medicine[5]
- 2018 : Médaille Barcroft de la Queen’s University Belfast[5]